# Šifriranje elektronske pošte
 Šifriranje elektronske pošte  je šifriranje elektronskih sporočil, z razlogom, da se zaščiti vsebina pred branjem s strani oseb, ki niso prejemniki. Kodiranje elektronske pošte lahko vključuje tudi preverjanje pristnosti.
Elektronska pošta je nagnjena k razkrivanju informacij. Večina e-poštnih sporočil se prenaša v jasni (ne šifrirani) obliki. S pomočjo nekaterih razpoložljivih orodij lahko osebe, ki niso določeni kot prejemniki, preberejo vsebino elektronske pošte.
Šifrirana elektronska pošta se zanaša na kriptografijo javnega ključa, katerega lahko uporabniki objavijo kot javni ključ, ki ga drugi uporabijo za dešifriranje sporočil, medtem ko zasebnost sporočil elektronske pošte zagotavlja zasebni ključ, katerega prejemniki lahko uporabijo za dešifriranje takih sporočil ali za digitalno šifriranje in podpisovanje sporočil, ki jih le ti pošiljajo.

## Protokoli šifriranja
S prvotno zasnovo  email protocol je bila komunikacija med e-poštnimi strežniki preprosto, čisto besedilo, kar je pomenilo veliko varnostno tveganje. Z leti pa so bili predlagani različni mehanizmi za šifriranje komunikacije med e-poštnimi strežniki. Šifriranje se lahko pojavi na ravni prenosa podatkov (ali "hop by hop") ali pa po principu od konca do konca (end to end). Šifriranje po principu na ravni prenosa je pogosto lažje vzpostaviti in uporabljati; šifriranje po principu od konca do konca pa zagotavlja močnejšo obrambo, vendar jo je težje nastaviti in uporabljati.

### Šifriranje na ravni prenosa
Ena izmed najpogosteje uporabljenih razširitev šifriranja e-pošte je STARTTLS. Je sloj  TLS (SSL) v komunikaciji z navadnim besedilom, ki omogoča, da e-poštni strežniki nadgradijo svojo komunikacijo z besedilom v šifrirano komunikacijo. Ob predpostavki, da strežniki elektronske pošte tako na strani pošiljatelja kot na strani prejemnika podpirajo šifrirano komunikacijo, prisluškovalec, ki prisluškuje komunikaciji med poštnimi strežniki, ne more uporabiti oz. videti dejansko vsebine e-pošte. Podobne razširitve  obstajajo za komunikacijo med e-poštnim odjemalcem in e-poštnim strežnikom (glej IMAP4 in  POP3, kot je navedeno v RFC 2595). .
Šifrirano sporočilo se razkrije in lahko spremeni z vmesnimi e-poštnimi releji. Z drugimi besedami, šifriranje poteka med posameznimi releji SMTP, ne pa med pošiljateljem in prejemnikom. To ima tako dobre kot slabe posledice. Ključna pozitivna značilnost šifriranja transportnega sloja je, da uporabnikom ni treba ničesar storiti ali spreminjati; šifriranje se samodejno pojavi, ko pošljete e-pošto. Poleg tega, ker lahko prejemne organizacije dešifrirajo e-pošto brez sodelovanja končnega uporabnika, lahko sprejemne organizacije pred pošiljanjem e-poštnega sporočila prejemniku izvedejo skeniranje in filtriranje neželene pošte. To pa pomeni, da lahko organizacija prejemnica in vsakdo, ki vdre v sistem e-pošte te organizacije (razen če so sprejeti nadaljnji koraki), zlahka prebere ali spremeni e-poštno sporočilo. Če je sprejemna organizacija ogrožena, je potrebno šifriranje od konca do konca.
[[Electronic Frontier Foundation] spodbuja uporabo STARTTLS in je sprožila pobudo „STARTTLS Everywhere“, da bi zagotovila e-poštona komunikacija po principu »preprosto in lahko za vsakogar, z namenom preprečevanja občutljivosti podatkov za množični nadzor«  Podpora za STARTTLS je postala precej pogosta; Google poroča, da je bilo 90% dohodne e-pošte in 90% odhodnih e-poštnih sporočil v storitvi GMail šifrirano s storitvijo STARTTLS do 2018-07-24 .
Obvezno preverjanje potrdil v zgodovini ni izvedljivo za dostavo e-pošte brez dodatnih informacij, ker številna potrdila niso preverljiva in nekateri želijo, da v tem primeru dostava e-pošte ne uspe.  Zato večina e-poštnih sporočil, ki se dostavljajo prek TLS, uporablja samo [ [oportunistično šifriranje]].  DANE je predlagani standard, ki omogoča postopen prehod na preverjeno šifriranje za internetno dostavo pošte.  Projekt STARTTLS Everywhere uporablja alternativni pristop: podpira "seznam prednapetosti" strežnikov e-pošte, ki so obljubili, da bodo podpirali STARTTLS, kar lahko pomaga odkriti in preprečiti napade na nižjo stopnjo.

### Šifriranje od konca do konca
V enkripcijskem šifriranju so podatki šifrirani in dešifrirani samo na končnih točkah. Z drugimi besedami, e-pošta, poslana s šifriranjem od konca do konca, bi bila šifrirana pri viru, nečitljiva ponudnikom storitev, kot je Gmail v tranzitu, in nato dešifrirana na njeni končni točki. Najpomembneje je, da bo e-poštno sporočilo dešifrirano samo za končnega uporabnika v njihovem računalniku in bo ostalo v šifrirani, neberljivi obliki za e-poštno storitev, kot je Gmail, ki ne bi imela na voljo ključev za dešifriranje.  Nekatere storitve elektronske pošte integrirajo pifriranje od konca do konca samodejno.
Opazno Komunikacijski protokol